# 万庆当铺旧址

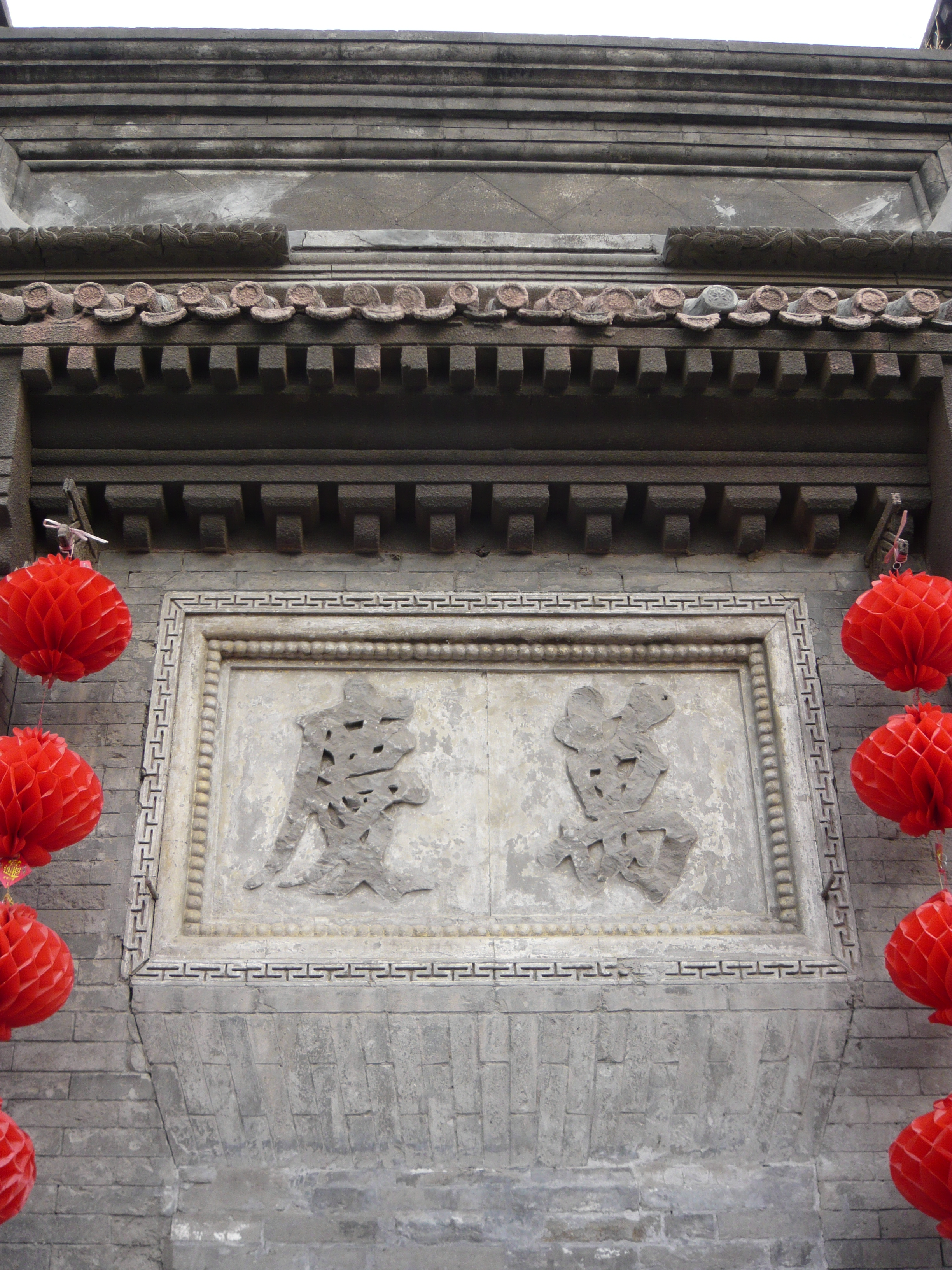
万庆当铺旧址刻有“万庆”二字的砖雕匾额

万庆当铺旧址，位于北京市东城区南锣鼓巷，是北京市东城区普查登记文物。

## 历史
万庆当铺位于南锣鼓巷东侧，后圆恩寺胡同西口南侧，旧门牌为南锣鼓巷3号。据1940年中国联合准备银行调查室编写的《北京典当行业之概况》载：“万庆当铺，位于南锣鼓巷3号，成立于民国二年一月，注册资本为14000元。有职员共8人，经理为郭润田。”当时，北京的主要当铺有“常、刘、高、董、孟”五号，均以铺掌姓氏为号。万庆当铺属其中的“当铺刘”掌管。万庆当铺的主要客户是居住在南锣鼓巷东西两侧的官员和富户。
中华人民共和国成立前，万庆当铺因衰败而关闭。2006年8月，万庆当铺临南锣鼓巷的墙面获得整修，露出“万庆”两字。
2012年，“万庆当铺旧址”被列为北京市东城区普查登记文物。
2014年，连战夫妇参观南锣鼓巷时，先后参观了前楼鼓苑胡同7号四合院宾馆、水准点石碑、万庆当铺旧址、“创意无限”软陶艺术品商店。

## 建筑
万庆当铺临街的外墙为青砖到顶，南北面阔约35米（约八开间），高约5米。护栏墙高出屋檐1米多。靠南的四间房，每间面阔约4.5米，进深约5.6米。每两房之间的柱子外侧有一砖垛子，向上高过护栏墙半米多。
靠南的第三间房是万庆当铺正门，门洞宽约1.3米，高约2.2米，上槛起平顶扇面劵，其上方嵌有“万庆”二字砖雕匾额。匾额上方有一象征性的门楼，探出墙面大约30厘米，清水脊，灰筒瓦，檐椽构件磨砖雕花。万庆当铺正门南北两侧各有一门，三门高度相同。北门宽约2.2米，南门宽约1.3米，门楣上方都有弧形拱劵（木梳劵）。中华人民共和国时期，三门的门洞都用砖砌死，但仍可见门的轮廓。当铺的铁门被密封在砖墙里面。